# Tommy Križanović
Tommy Križanović (*Slavonski Brod, Croacia, 20 de noviembre de 1984), exfutbolista croata. Jugaba de delantero y su primer equipo fue FC Dallas.

## Trayectoria
Križanović jugó cuatro años de fútbol universitario en la Universidad de Jacksonville entre 2003 y 2006. Más tarde fue seleccionado en la cuarta ronda (43.º en general) del SuperDraft de la MLS 2007 por el FC Dallas, donde pasó la temporada 2007. Križanović se mudó a Alemania en 2008, donde pasó un tiempo con Offenburger FV.
Regresó a Florida para entrenar fútbol juvenil y pasó tiempo con el equipo de la NPSL Jacksonville United entre 2011 y 2013. Firmó con el Jacksonville Armada FC de la North American Soccer League en enero de 2015.
Križanović fue liberado por Jacksonville el 4 de febrero de 2016.

## Trayectoria como entrenador
Después de varias temporadas como entrenador asistente, Križanović fue nombrado entrenador en jefe del Jacksonville Armada Sub-23 de la National Premier Soccer League.